# خرمالو دوآتشه
خرمالو دوآتشه (نام علمی: Diospyros ferox) نام یک گونه از سرده خرمالو است.